# Домініково
Домініково (пол. Dominikowo, нім. Mienken) — село в Польщі, у гміні Дравно Хощенського повіту Західнопоморського воєводства.
Населення — 269 осіб (2011).
У 1975-1998 роках село належало до Гожовського воєводства.

## Демографія
Демографічна структура станом на 31 березня 2011 року:
|          | Загалом | Допрацездатний вік | Працездатний вік | Постпрацездатний вік |
| -------- | ------- | ------------------ | ---------------- | -------------------- |
| Чоловіки | 142     | 21                 | 109              | 12                   |
| Жінки    | 127     | 22                 | 77               | 28                   |
| Разом    | 269     | 43                 | 186              | 40                   |